# 竹園 (つくば市)

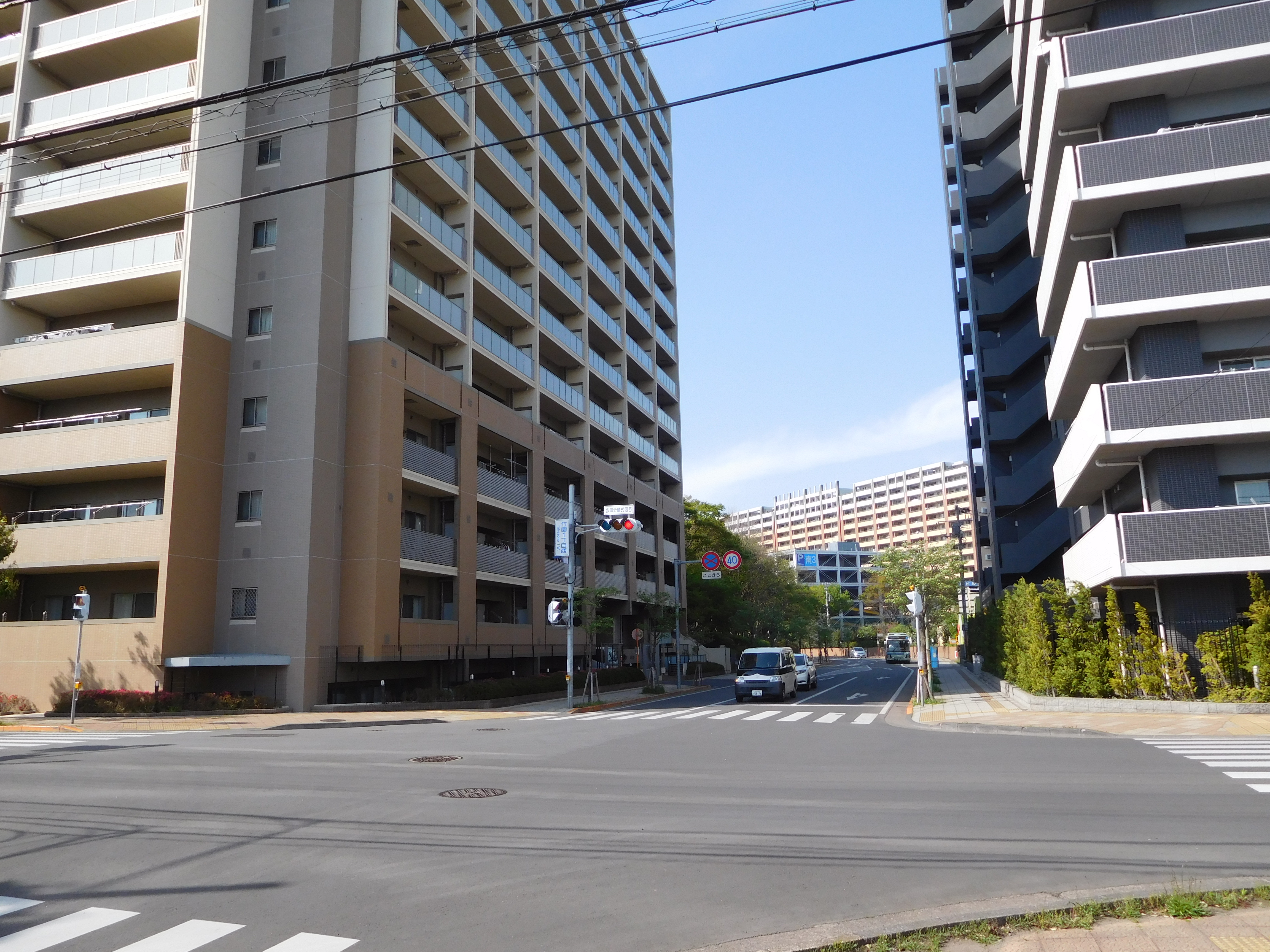
竹園一丁目

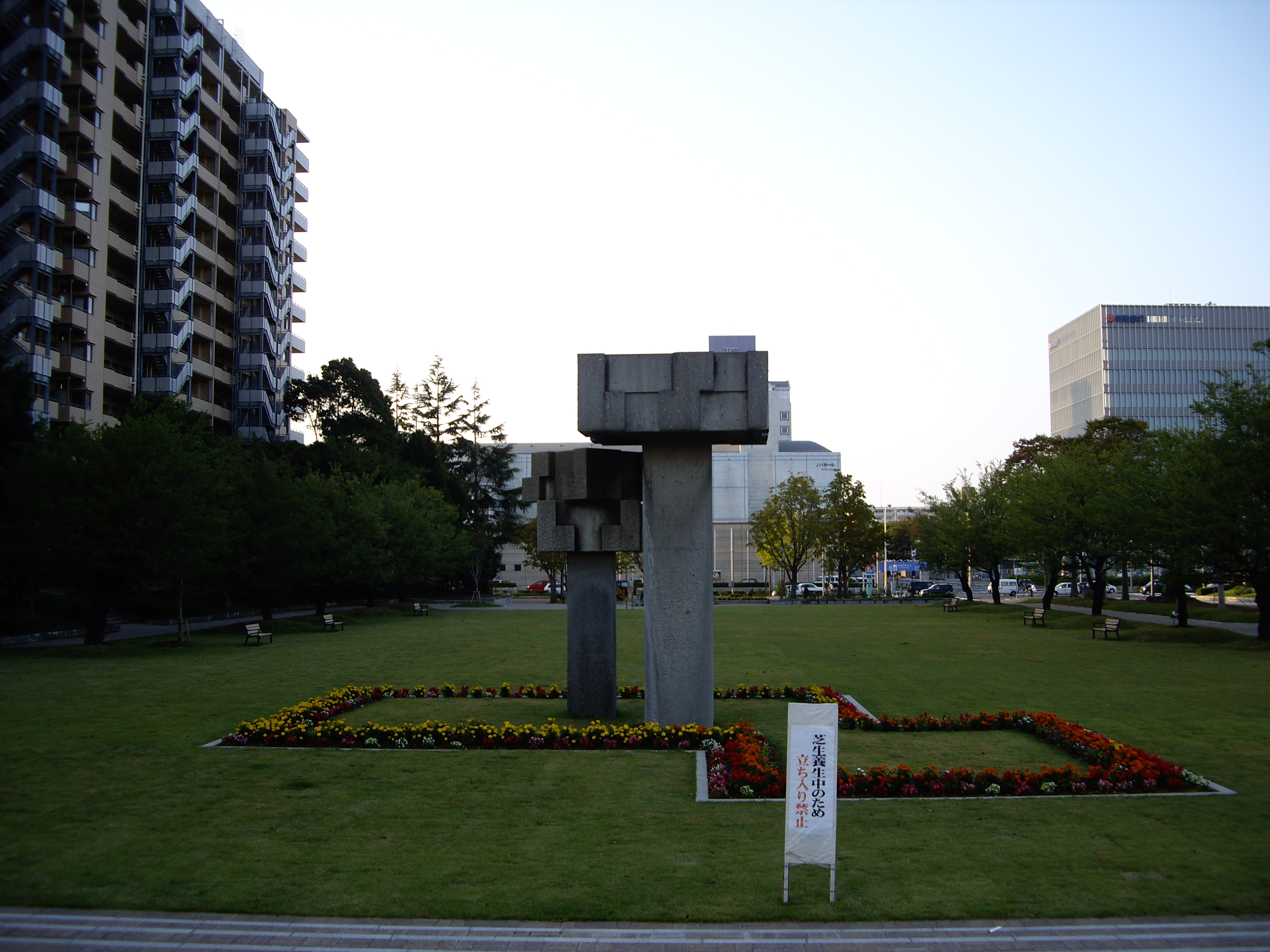
大清水公園

竹園（たけぞの）は、茨城県つくば市の町名。現行行政地名は竹園一丁目から竹園三丁目。郵便番号は305-0032。

## 地理
つくば市東部に位置し、筑波研究学園都市研究学園地区中心部に位置する。地域内にはつくば国際会議場があり、学園都市中心部の一端を担う地域である。また、NTT筑波住宅、宇宙航空研究開発機構筑波宇宙センター竹園住宅(2つとも現在は解体)、都市再生機構職員宿舎等の集合住宅が多く、つくばエクスプレス開業後は分譲マンションが多数建てられている。
かつては一丁目につくば中央警察署があったが、2020年につくば北警察署と統合・学園の森へ移転し、つくば警察署が発足した。
一丁目につくばカピオ、大清水公園、竹園西公園、都市再生機構、みずほ銀行つくば支店、筑波銀行つくば営業部、デイズタウンつくば、つくば三井ビルディング、レクサスつくば、二丁目につくば国際会議場、つくば市立竹園西小学校、竹園公園、科学技術国際交流センター、三丁目につくば市立竹園東小学校、つくば市立竹園東中学校、茨城県立竹園高等学校がある。
東は花室・倉掛、西は東新井、南は千現、北は吾妻と接している。

### 地価
住宅地の地価は2014年（平成26年）1月1日に公表された公示地価によれば竹園3丁目5番5の地点で15万4000円/m2となっている。県内で最も地価が高い。

### 小・中学校の学区
市立小・中学校に通う場合、学区は以下の通りとなる。
| 丁目   | 番地 | 小学校       | 中学校       |
| ------ | ---- | ------------ | ------------ |
| 一丁目 | 全域 | 竹園西小学校 | 竹園東中学校 |
| 二丁目 | 全域 | 竹園西小学校 | 竹園東中学校 |
| 三丁目 | 全域 | 竹園東小学校 | 竹園東中学校 |

## 歴史

### 沿革
- 1977年（昭和52年） 新治郡桜村竹園一・二丁目を新設。
- 1978年（昭和53年） 新治郡桜村竹園三丁目を新設。
- 1987年（昭和62年） 桜村が筑波郡大穂町、谷田部町、豊里町と合併。市制施行により、つくば市竹園一丁目～三丁目となる。

### 町名の変遷
| 実施後     | 実施年月日                 | 実施前（各大字ともその一部） |
| ---------- | -------------------------- | --- |
| 竹園一丁目 | 1977年（昭和52年）9月13日  | 大字小野崎字北向、大字花室字遠原前・字足黒・字花足黒、大字倉掛字竹園 |
| 竹園一丁目 | 1984年（昭和59年）11月1日  | 大字花室字葉原前・字遠原前・字足黒・字遠原・字千上前・字大清水・字清水、大字倉掛字竹園 |
| 竹園二丁目 | 1977年（昭和52年）9月13日  | 大字小野崎字北向、大字花室字遠原前・字足黒・字花足黒、大字倉掛字竹園 |
| 竹園二丁目 | 1978年（昭和52年）2月10日  | 大字倉掛字百堂・字竹園 |
| 竹園二丁目 | 1978年（昭和52年）12月26日 | 大字倉掛字百堂 |
| 竹園二丁目 | 1984年（昭和59年）11月1日  | 大字花室字葉原前・字遠原・字葉原、大字倉掛字野池・字百堂・字竹園 |
| 竹園三丁目 | 1978年（昭和52年）12月26日 | 大字倉掛字百堂 |
| 竹園三丁目 | 1984年（昭和59年）11月1日  | 大字花室字一ノ久保・字伏葉山・字一ツ橋・字清水・字羽原・字葉原・字上ノ山・字葉原前・字遠原・字大清水、大字倉掛字八十・字中谷・字上山・字三堀向・字ミツホツク・字宮向・字野池・字百堂・字竹園 |

## 世帯数と人口
2020年（令和2年）2月1日現在の世帯数と人口は以下の通りである。
| 丁目      | 世帯数    | 人口    |
| --------- | --------- | ------- |
| 竹園1丁目 | 1,161世帯 | 2,952人 |
| 竹園2丁目 | 533世帯   | 1,199人 |
| 竹園3丁目 | 1,028世帯 | 3,093人 |
| 計        | 2,722世帯 | 7,244人 |

## 施設

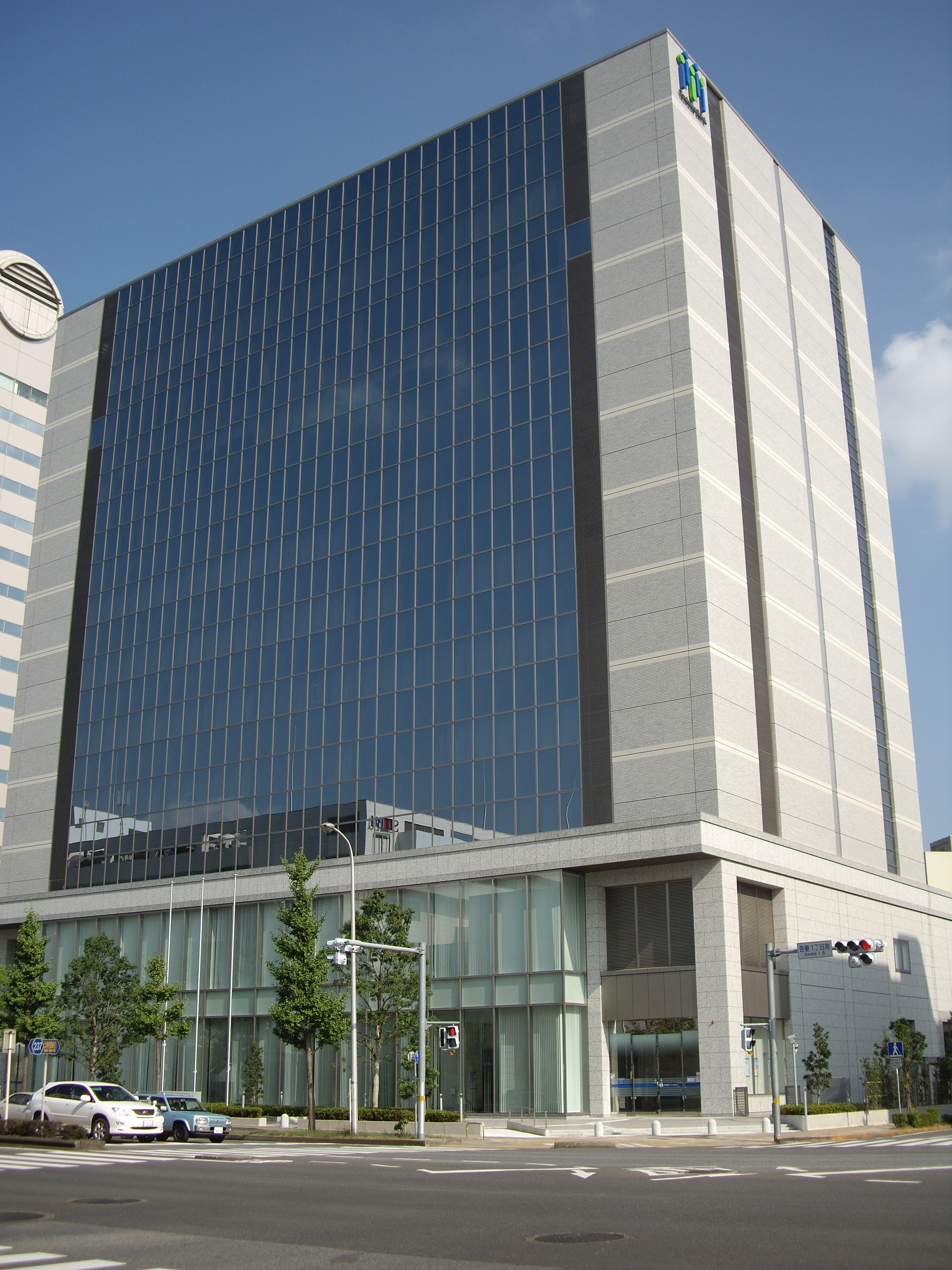
筑波銀行つくば営業部

竹園一丁目
- つくばカピオ
- 都市再生機構千葉北住まいセンター茨城分室
- つくば市立竹園西幼稚園
- 大清水公園
- 竹園西公園
- みずほ銀行つくば支店
- 筑波銀行つくば営業部・同行本部機構
- デイズタウンつくば
- つくば三井ビルディング
- レクサスつくば
- ヨークベニマルつくば竹園店

竹園二丁目
- つくば国際会議場
- 科学技術国際交流センター
- つくば市立竹園西小学校
- 竹園西児童館
- 竹園公園
- すずかけ公園
- フードスクエアKASUMI学園店

竹園三丁目
- つくば市立竹園保育園
- つくば市立竹園東幼稚園
- つくば市立竹園東小学校
- つくば市立竹園東中学校
- 茨城県立竹園高等学校
- 竹園東児童館
- 竹園東公園
- 桜竹園郵便局